# 500 Milhas de Indianápolis de 1994
A 78ª edição das 500 Milhas de Indianápolis foi realizada no circuito de Indianápolis em 29 de maio de 1994. Teve como vencedor o norte-americano Al Unser, Jr., da equipe Penske. O brasileiro Emerson Fittipaldi foi o piloto que liderou mais voltas (145), tendo abandonado a prova enquanto tentava colocar uma volta em seu companheiro de equipe. 
O pódio foi completado por Jacques Villeneuve, da Forsythe-Green, e Bobby Rahal, da Rahal-Hogan.

## Grid
| Fila | Abre a fila            | Meio da fila          | Fecha a fila           |
| ---- | ---------------------- | --------------------- | ---------------------- |
| 1    | Al Unser Jr. (W)       | Raul Boesel           | Emerson Fittipaldi (W) |
| 2    | Jacques Villeneuve (R) | Michael Andretti      | Lyn St. James          |
| 3    | Nigel Mansell          | Arie Luyendyk (W)     | Mario Andretti (W)     |
| 4    | John Andretti          | Eddie Cheever         | Dominic Dobson         |
| 5    | Stan Fox               | Hideshi Matsuda (R)   | Dennis Vitolo (R)      |
| 6    | Jimmy Vasser           | Scott Sharp (R)       | Hiro Matsushita        |
| 7    | Robby Gordon           | Roberto Guerrero      | Brian Till (R)         |
| 8    | Bryan Herta (R)        | Scott Brayton         | Teo Fabi               |
| 9    | Paul Tracy             | Adrián Fernández (R)  | Stefan Johansson       |
| 10   | Bobby Rahal (W)        | Maurício Gugelmin (R) | John Paul Jr.          |
| 11   | Mike Groff             | Marco Greco (R)       | Scott Goodyear†        |

     Scott Goodyear e Davy Jones eram companheiros de time na King Racing. O canadense fora inscrito para toda a temporada enquanto o americano faria algumas etapas, incluindo a Indy 500. Jones havia se classificado, e Goodyear havia sofrido um acidente. Alegando questões de patrocínio, a King optou em sacar Jones para colocar o piloto canadense em seu lugar. Essa situação lembrou o episódio de 1992, quando o mesmo Goodyear perdera a vaga no grid em favor de Mike Groff, que pelo mesmo motivo acabou sendo retirado.

### Não-classificados
| Piloto                 | #     | C | M | Equipe                |
| ---------------------- | ----- | - | - | --------------------- |
| Davy Jones             | 40/60 | L | B | King Racing           |
| Mark Smith             | 15    | L | B | Walker Racing         |
| Jeff Andretti          | 94    | L | B | Hemelgarn             |
| Ross Bentley (R)       | 39    | L | F | Dale Coyne            |
| Gary Bettenhausen      | 61    | P | I | Bettenhausen Racing   |
| Geoff Brabham          | 59    | L | M | Menard                |
| Pancho Carter          | 30    | L | C | McCormack Motorsports |
| Jim Crawford           | 74    | L | B | Riley & Scott         |
| Fredrik Ekblom (R)     | 35    | L | C | McCormack Motorsports |
| Michael Greenfield (R) | 42    | L | G | Greenfield Racing     |
| Stéphan Grégoire       | 30    | L | C | McCormack Motorsports |
| Buddy Lazier           | 23    | L | C | Leader Card           |
| Buddy Lazier           | 94    | L | B | Hemelgarn Racing      |
| Roberto Moreno         | 44    | L | F | Arizona Motorsports   |
| Al Unser               | 44    | L | F | Arizona Motorsports   |
| Tero Palmroth          | 44    | L | F | Arizona Motorsports   |
| Tero Palmroth          | 79    | L | F | Dick Simon Racing     |
| Johnny Parsons         | 42    | L | G | Greenfield Racing     |
| Willy T. Ribbs         | 9     | L | F | Walker Racing         |
| Willy T. Ribbs         | 24    | L | F | Walker Racing         |
| Didier Theys           | 64    | L | F | Project Indy          |

(W)=Ex-vencedor da Indy 500, (R)=Rookie

## Resultados
| Pos final | Pos inicial | N.º | Nome               | Qual    | Rank | Voltas | Led | Posição             |
| --------- | ----------- | --- | ------------------ | ------- | ---- | ------ | --- | ------------------- |
| 1         | 1           | 31  | Al Unser, Jr.      | 228.011 | 1    | 200    | 48  | Corrida             |
| 2         | 4           | 12  | Jacques Villeneuve | 226.259 | 4    | 200    | 7   | Corrida             |
| 3         | 28          | 4   | Bobby Rahal        | 224.094 | 7    | 199    | 0   | Corrida             |
| 4         | 16          | 18  | Jimmy Vasser       | 222.262 | 24   | 199    | 0   | Corrida             |
| 5         | 19          | 9   | Robby Gordon       | 221.293 | 29   | 199    | 0   | Corrida             |
| 6         | 5           | 8   | Michael Andretti   | 226.205 | 5    | 198    | 0   | Corrida             |
| 7         | 24          | 11  | Teo Fabi           | 223.394 | 13   | 198    | 0   | Corrida             |
| 8         | 11          | 27  | Eddie Cheever      | 223.163 | 15   | 197    | 0   | Corrida             |
| 9         | 22          | 14  | Bryan Herta        | 220.992 | 33   | 197    | 0   | Corrida             |
| 10        | 10          | 33  | John Andretti      | 223.263 | 14   | 196    | 0   | Corrida             |
| 11        | 29          | 88  | Maurício Gugelmin  | 223.104 | 16   | 196    | 0   | Corrida             |
| 12        | 21          | 19  | Brian Till         | 221.107 | 32   | 194    | 0   | Corrida             |
| 13        | 13          | 91  | Stan Fox           | 222.867 | 18   | 193    | 0   | Acidente na curva 1 |
| 14        | 18          | 22  | Hiro Matsushita    | 221.382 | 27   | 193    | 0   | Corrida             |
| 15        | 27          | 16  | Stefan Johansson   | 221.518 | 26   | 192    | 0   | Corrida             |
| 16        | 17          | 71  | Scott Sharp        | 222.091 | 25   | 186    | 0   | Corrida             |
| 17        | 3           | 2   | Emerson Fittipaldi | 227.303 | 3    | 184    | 145 | Acidente na curva 4 |
| 18        | 8           | 28  | Arie Luyendyk      | 223.673 | 10   | 179    | 0   | Motor               |
| 19        | 6           | 90  | Lyn St. James      | 224.154 | 6    | 170    | 0   | Corrida             |
| 20        | 23          | 59  | Scott Brayton      | 223.652 | 11   | 116    | 0   | Motor               |
| 21        | 2           | 5   | Raul Boesel        | 227.618 | 2    | 100    | 0   | Water Pump          |
| 22        | 7           | 1   | Nigel Mansell      | 224.041 | 8    | 92     | 0   | Acidente na curva 3 |
| 23        | 25          | 3   | Paul Tracy         | 222.710 | 19   | 92     | 0   | Turbo               |
| 24        | 14          | 99  | Hideshi Matsuda    | 222.545 | 21   | 90     | 0   | Acidente na curva 1 |
| 25        | 30          | 45  | John Paul Jr.      | 222.500 | 22   | 89     | 0   | Acidente na curva 3 |
| 26        | 15          | 79  | Dennis Vitolo      | 222.439 | 23   | 89     | 0   | Acidente na curva 3 |
| 27        | 32          | 25  | Marco Greco        | 221.216 | 31   | 53     | 0   | Electronia          |
| 28        | 26          | 7   | Adrian Fernández   | 222.657 | 20   | 30     | 0   | Suspensão           |
| 29        | 12          | 17  | Dominic Dobson     | 222.970 | 17   | 29     | 0   | Acidente na curva 1 |
| 30        | 33          | 40  | Scott Goodyear     | 223.817 | 9    | 29     | 0   | Suspensão           |
| 31        | 31          | 10  | Mike Groff         | 221.355 | 28   | 28     | 0   | Acidente na curva 1 |
| 32        | 9           | 6   | Mario Andretti     | 223.503 | 12   | 23     | 0   | Fuel System         |
| 33        | 20          | 21  | Roberto Guerrero   | 221.278 | 30   | 20     | 0   | Acidente na curva 1 |